# Velja Gorana
Velja Gorana (cyr. Веља Горана) – wieś w Czarnogórze, w gminie Bar. W 2011 roku liczyła 353 mieszkańców.